# باربين
باربين هي قرية في مقاطعة أرومية، إيران. يقدر عدد سكانها بـ 34 نسمة بحسب إحصاء 2016.